# Jean Hilako
Jean Hilako (* 19. September 1990), mit vollständigen Namen Jean Paul Hilako Oulaï, ist ein malischer Fußballspieler. 

## Karriere
Jean Hilako stand bis Juni 2014 beim AS Real Bamako im malischen Bamako unter Vertrag. Im Juli 2014 wechselte er zum ebenfalls in der malischen Hauptstadt beheimateten Djoliba AC. Ein Jahr später verließ er Mali und ging nach Thailand. Hier unterschrieb er einen Vertrag beim Bangkok Christian College FC. Der Verein aus der Hauptstadt Bangkok spielte in der dritten Liga, der damaligen Regional League Division 2. 2017 zog es ihn nach Myanmar. Hier nahm ihn der Magwe FC unter Vertrag. Mit dem Verein aus Magwe spielte er in der ersten Liga des Landes, der Myanmar National League. Mit dem Verein gewann er 2017 den MFF Charity Cup. Das Spiel gegen den Yadanarbon FC gewann man mit 3:0. Für Magwe absolvierte er zwanzig Erstligaspiele. Anfang 2018 verpflichtete ihn Ligakonkurrent Ayeyawady United aus Pathein. Für Ayeyawady stand er bis Mai 2018 elfmal in der ersten Liga auf dem Spielfeld. Wo er seit Mai 2018 spielte, ist unbekannt.

## Erfolge
Magwe FC
- MFF Charity Cup: 2017